# Pentax K2
Pentax K2 — малоформатный однообъективный зеркальный фотоаппарат, производившийся с 1975 до 1977 года в черном и черно-серебристом исполнении. Кроме того, с 1976 по 1980 год производился в усовершенствованном варианте с собственным электроприводом, датирующей задней крышкой и полной экспозиционной информацией в видоискателе — Asahi Pentax K2 DMD.

## Технические особенности
K2 — достаточно уникальный профессиональный фотоаппарат открывший линейку камер серии К. Производитель вместил в эту модель большое количество новшеств. Это первая в мире камера, оснащённая байонетом K. Кроме того, Pentax впервые снабдил свой серийный фотоаппарат электронно-управляемым затвором Seiko с вертикальным ходом титановых ламелей. Достаточно нетрадиционно выполнен механизм ввода чувствительности плёнки и экспокоррекции — управление производится путём поворота специальных колец вокруг байонета.
Для своего времени камера оснащена в соответствии с запросами предъявляемыми к профессиональному фотооборудованию: репетир диафрагмы, предподъем и блокировка зеркала, блокировка кнопки спуска, контроль элементов питания, автоспуск, экспокоррекцию и TTL-экспонометр на базе кремниевых фотодиодов с отображением показаний в поле зрения видоискателя. Видоискатель камеры очень светлый и помимо информации экспонометра оснащён индикацией установленной выдержки.
Прототипом для K2 явился несерийный фотоаппарат Asahi Pentax Metalica II, который был представлен публике в 1966 году. В этом прототипе впервые в мире был реализован автоматический режим приоритета диафрагмы на основе заобъективного светоизмерения.

## Основные характеристики
- Режим съемки: ручной и с приоритетом диафрагмы.
- Репетир диафрагмы.
- Затвор из титановых шторок с вертикальным ходом 8 — 1/1000 сек, В.
- Ручная протяжка плёнки.
- Задержка спуска 5-9 секунд.
- Экспокоррекция ±2 EV с шагом в 1 EV.
- Встроенный экспонометр с блокировкой и питанием от двух элементов по 1.5 Вольта (A76, SR44, LR44).
- Стрелочное отображение выбранной выдержки и показаний экспонометра в видоискателе.
- Выдержка синхронизации 1/125 сек.
- Блокировка экспозиции отсутствует.

## Совместимость
Как и любая другая камера Pentax оснащенная байонетом K, K2 не может управлять диафрагмой объективов без кольца диафрагм. С объективами имеющими на кольце диафрагм положение «А» необходимо использовать положения с числовыми значениями.